# عبد الرشيد دوستم
عبد الرشيد دوستم (25 مارس 1954 - ) سياسي أفغاني ومارشال في الجيش الوطني الأفغاني من أصول أوزبكية. شغل منصب نائب رئيس جمهورية أفغانستان الإسلامية من (2014-2020). حارب من أجل الحكومة الشيوعية والسوفييت، وفي عام 2001 كان الحليف الرئيسي للقوات الخاصة الأمريكية ووكالة المخابرات المركزية خلال الحملة للإطاحة بحكومة طالبان بعد هجمات الحادي عشر من سبتمبر. يُعتبر أحد أمراء الحرب ومعروف عن وقوفه إلى جانب المنتصرين خلال الحروب المختلفة في أفغانستان. وهو مؤسس حزب الحركة الوطنية الإسلامية في أفغانستان.
اُتهم على نطاق واسع بارتكاب جرائم حرب ومذابح (مذبحة داش آي ليلي) في أفغانستان منذ الثمانينيات. في عام 2018، ذُكر أن المحكمة الجنائية الدولية تدرس بدء تحقيق في ما إذا كان دوستم قد تورط في جرائم حرب في أفغانستان.
خلال الحرب السوفيتية الأفغانية في الثمانينيات، كان دوستم أحد أفراد الجيش الوطني الأفغاني والقائد الإقليمي لشمال البلاد، حيث كان يقود حوالي 20,000 جندي معظمهم من الأوزبك المشاركين في المعارك ضد المتمردين المجاهدين. في عام 1992، تخلى عن حكومة محمد نجيب الله قبل وقت قصير من حلها، وانضم إلى المجاهدين، وشكل حزبه وميليشيا من المقاتلين وأصبح أحد أمراء الحرب المستقلين. أصبح بعد ذلك الزعيم الفعلي للمجتمع الأوزبكي في أفغانستان، حيث كان يسيطر على المقاطعات الشمالية للبلاد ومنها مدينة مزار شريف، مما أدى فعليًا إلى نشوء دولته الأولية بجيش يصل إلى 40,000 رجل مع دبابات قدمتها أوزبكستان وروسيا وطائرات نفاثة. أيد في البداية حكومة برهان الدين رباني الجديدة في كابل، لكنه غير موقفه في عام 1994 وتحالف مع غلبدين حكمتيار. في عام 1995، غير موقفه مرة أخرى ودعم رباني. في عام 1997، أُجبر على الفرار بعد أن استولى مساعده السابق عبد الملك بهلوان على مدينة مزار شريف، قبل أن يقاوم ويستعيد السيطرة. في عام 1998، اجتاحت حركة طالبان المدينة وهرب مرة أخرى. عاد دوستم إلى أفغانستان في عام 2001 وانضم إلى تحالف الشمال بعد الغزو الأمريكي .
بعد سقوط حركة طالبان، انضم إلى الإدارة الرئاسية لحامد كرزاي لكنه أمضى معظم وقته في تركيا. كما شغل منصب رئيس هيئة الأركان المشتركة للجيش الأفغاني. منذ عام 2011، كان أحد أعضاء مجلس قيادة الجبهة الوطنية الأفغانية إلى جانب أحمد ضياء مسعود ومحمد محقق. في عام 2014، انضم إلى إدارة أشرف غني الرئاسية كنائب للرئيس، لكنه اضطر إلى الفرار مرة أخرى في عام 2017 بعد اتهامه بالاعتداء الجنسي على رجل يدعى أحمد عششي. في عام 2018، نجا بأعجوبة من تفجير انتحاري نفذه تنظيم الدولة الإسلامية في العراق والشام في مطار كابل أثناء عودته إلى أفغانستان . في عام 2019، نجا من هجوم استمر لساعات شنته حركة طالبان على قافلة كان مسافرًا معها. رُقي دوستم إلى رتبة مشير في 2020 بعد اتفاق سياسي بين الرئيس أشرف غني والرئيس السابق عبد الله عبد الله.

## طفولته
ولد دوستم عام 1954 في مدينة خواجا دو كوه بالقرب من شيبرغان في مقاطعة جوزجان، أفغانستان. ينحدر من أسرة أوزبكية فقيرة، تلقى تعليمًا أساسيًا تقليديًا للغاية حيث أُجبر على ترك المدرسة في سن مبكرة. ليعمل في حقول الغاز الرئيسية في القرية.

## حياته
انتقل عام 1970 إلى بلدة (شبرغان) بولاية جوزجان حيث عمل في مصنع لتعبئة وتسييل الغاز، طرد الاتحاد السوفيتي بعد أن كان ضابطاً في قواتهم، حيث خزن جميع أسلحتهم في أفغانستان وطردهم بأسلحتهم. انضم إلى الجيش الأفغاني عام 1980 ويعتبر مجددي أول رئيس جمهوري لأفغانستان بعد انسحاب السوفيتي الروسي عينه بمرتبة جنرال. تحول بعد سقوط النظام الشيوعي في أفغانستان عام 1992 إلى التحالف مع مجاهدين أفغانستان بعدها تراجع بقواته إلى مزار شريف. عقب سقوط العاصمة كابل في يد حركة طالبان عام 1996، أسس وتزعم الكتلة الوطنية (جنبش ملي افغانستان) ثم انضم إلى تحالف المعارضة الأفغانية بعد سيطرة طالبان على كابل عام 1996 حيث أعلنت مدينة مزار شريف عاصمة للمعارضة الأفغانية.
لم تدم سيطرته على مزار شريف طويلاً فقد تمكنت قوات طالبان من اجتياح المدينة بعد معارك عنيفة وبمساعدة الجنرال عبد الملك الذي انقلب على قائده دوستم في أغسطس/ آب عام 1997. ثم اضطر لمغادرة أفغانستان والتوجه إلى تركيا. في عام 2001 انضم مع القوات الأمم المتحدة وشاركت قواته معهم في إبادة مقاتلي طالبان في مجزرتي القلعة الحربية (جنگي) والمستوعبات 2001 عاد إلى أفغانستان عام 2001 في السنة التي سقطت حركة الطالبان، وعينه الرئيس الأفغاني حامد كرزاي قائداً عاماً للقوات الأفغانية.